# ANT+
ANT+ (ANT Plus) — технология беспроводной защищённой передачи данных, ориентированная на использование в спортивном оборудовании (пульсомеры, велокомпьютеры и т. д.). ANT+ отличается функциями совместимости, которые могут быть добавлены к базовому протоколу ANT.

## Применение
ANT+ предназначена для сбора и передачи данных с датчиков до управляющего устройства. Три основные сферы применения — спорт, здоровый образ жизни и «здоровье дома». Она может быть использована для передачи данных для ряда устройств:
- монитор сердечного ритма
- датчики скорости
- датчики скорости педалирования
- шагомер
- измеритель мощности
- датчик активности
- калориметры
- индекс массы тела
- монитор кровяного давления
- глюкометр (измерение уровня сахара в крови)
- мониторинг оксигенации мышц
- слежение за местоположением
- приводной маяк малого радиуса действия (Диск-гольф, Геокэшинг)[7]
- весы
- управление музыкальными проигрывателями
- управление освещением
- датчики температуры
- мониторинга транспортных средств
- фитнес-оборудование
- система контроля давления в шинах (TPMS)

Это позволяет использовать данный протокол и устройства на его основе для выполнения задач общего оздоровления организма, а также в медицинских задачах. В настоящее время поддержка ANT+ реализована в более чем 35 приложениях, выпускаемых 27 различными производителями.

## Альянс ANT+
Альянс ANT+ организован корпорацией «Dynastream Innovations Inc.», которая является дочерней компанией Garmin Ltd. По состоянию на 30 сентября 2010 года альянс насчитывает более 300 членов, включая такие как: Adidas, Concept2, Garmin, Suunto, McLaren Applied Technologies, Microsoft, Sony Ericsson, Texas Instruments, Timex и Trek.

## ANT+ Plugins для Android
ANT+ Pluginsвключает в себя системные службы, посредством которых приложения на телефоне получают доступ к устройствам с ANT+, на любых версиях Android. 
Также возможна работа с ANT+ без аппаратной поддержки, через кабель OTG и USB-стик ANT+ с помощью программного обеспечения ANT+ USB Service.

## ANT+ под Linux
Поддержка осуществляется open-source сообществом.